# Göytəpə (İsmayıllı)
Göytəpə è un comune dell'Azerbaigian situato nel distretto di İsmayıllı. Conta una popolazione di 354 abitanti.